# SAI KZ II
SAI KZ II là một loại máy bay thể thao chế tạo tại Đan Mạch vào năm 1937, nó được sản xuất với ba phiên bản chính trước và sau Chiến tranh thế giới II.

## Biến thể
- KZ II Kupé
- KZ II Sport
- KZ II Træner

## Quốc gia sử dụng
Denmark
- Hải quân Đan Mạch
- Không quân Đan Mạch

## Tính năng kỹ chiến thuật (KZ II Træner)
Đặc điểm tổng quát
- Kíp lái: 2
- Sải cánh: 10.20 m (33 ft 6 in)
- Diện tích cánh: 15.0 m2 (161 ft2)
- Trọng lượng rỗng: 550 kg (1,210 lb)
- Trọng lượng có tải: 850 kg (1,870 lb)
- Powerplant: 1 × de Havilland Gipsy Major, 108 kW (145 hp)

Hiệu suất bay
- Vận tốc cực đại: 220 km/h (140 mph)
- Tầm bay: 650 km (410 dặm)
- Trần bay: 5,000 m (16,400 ft)